# Académie des sciences, inscriptions et belles-lettres de Toulouse
Ne doit pas être confondu avec Académie royale de peinture, sculpture et architecture de Toulouse.

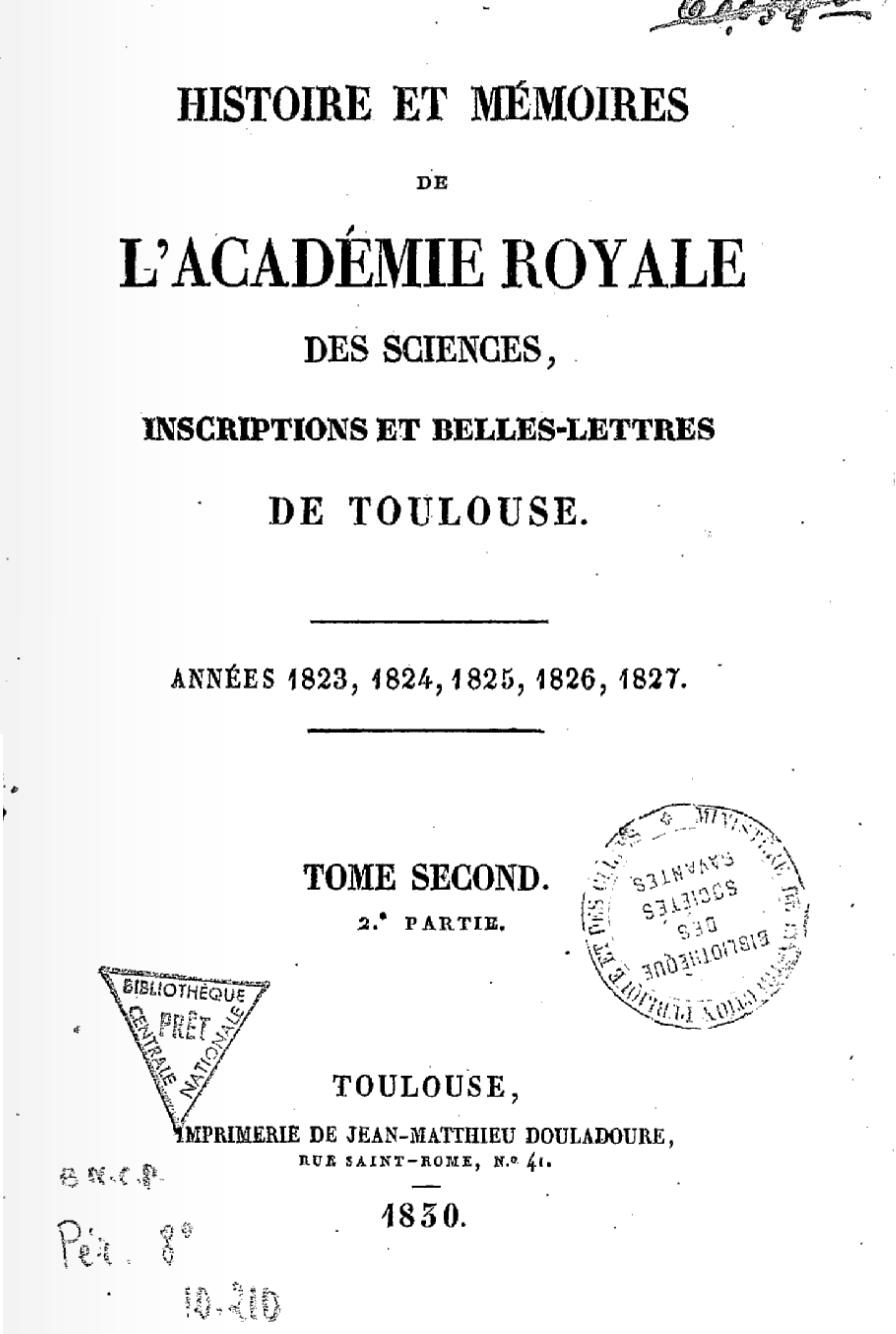
Un tome des mémoires de l'académie, Toulouse, Douladoure, 1830.

L'Académie des sciences, inscriptions et belles-lettres de Toulouse, est une société savante dont les racines remontent au XVIIe siècle, et qui est effectivement fondée en 1746. Elle est installée, depuis le « legs Ozenne », à l'Hôtel d'Assézat.
Ses membres actuels, qui sont souvent des universitaires, se réunissent pour des séances bimensuelles, qui leur permettent d'entendre l'un d'entre eux, proposer une conférence sur une question dont il est spécialiste. Certains sont médecins, d'autres juristes, physiciens, chimistes, météorologues, astrophysiciens, mathématiciens, philosophes, critiques littéraires, historiens d'art. Tous s'intéressent à plusieurs domaines, et le plaisir de leurs rencontres tient beaucoup à la diversité des spécialités et des intérêts. 
L'Académie des sciences, inscriptions et belles-lettres de Toulouse, donne de nombreux prix annuels pour des travaux de recherche en différents domaines. Une cérémonie est organisée, au début du mois de décembre, pour la remise de ces prix, qui récompensent généralement des thèses. Les renseignements pour postuler sont disponibles sur le site internet. 
L'Académie propose de nombreuses conférences afin d'aider à la diffusion des connaissances vérifiées. Ce sont essentiellement les « Mardis d'Assézat », qui ont lieu une bonne quinzaine de fois chaque année, et les « Grandes Ouvertures » qui sont organisées en partenariat avec l'Université Paul Sabatier, et qui ont lieu cinq fois par an.
L'Académie  propose aussi, parfois, en partenariat avec une librairie, ou avec un orchestre, des rencontres avec des auteurs, ou des concerts. Elle envisage d'organiser une journée du cinéma scientifique. 
L'Académie est à l'initiative de colloques, en partenariat avec d'autres Académies, ou/et avec des Universités. Pendant les premiers mois de 2018, elle a ainsi organisé un colloque sur « l'Agriculture du futur », un colloque sur « Pierre (de) Fermat », un colloque sur « L'esprit de découverte ». Elle s'est associée à l'Université Jean Jaurès pour un colloque sur  les « cris de la terre » dans le monde anglophone, et aux Académies de Montauban et de Bordeaux, pour un colloque sur l'Axe Garonne ». 
Des colloques universitaires, des soutenances de thèse, et parfois même des cours, ont été organisés dans ses locaux. 
L'Académie a des liens avec de nombreuses associations et institutions qui diffusent la connaissance à Toulouse, et aux environs. 
Elle publie chaque année un bulletin, qui compte de nombreuses communications sur différents sujets, et dont l'ensemble des numéros est désormais accessible en ligne. 
Elle fait visiter ses locaux à l'Hôtel d'Assézat, lors des Journées du Patrimoine, et en d'autres occasions 

## Origines
- 1640. Les Conférences académiques de la compagnie littéraire des Lanternistes.
- 1688. Société des belles-lettres.
- 1729. Société des sciences.
- 1746. Académie royale des sciences, inscriptions et belles-lettres, établie par Louis XV[2]
- 1807. Académie des sciences et belles-lettres.

## Liste de membres célèbres
- Clément Ader (1841-1925)
- Georges Baccrabère (1920-2007)
- Casimir Baillet (1820-1900)
- Marcelin Berthelot (1827-1907)
- Henri Blaquière (1910-2008)
- Julien Brunhes (1833-1895)
- Emile Cartailhac (1845-1921)
- Gustave de Clausade (1815-1888)
- Jean Combes (1923-2012)
- Jean Coppolani (1918-2009)
- Raymond Corraze (1870-1947)
- Martin Nicolas Cusson
- Antonin Deloume (1836-1911), secrétaire perpétuel
- Tibulle Desbarreaux-Bernard (1798-1880), membre correspondant
- Marie-Louis Desazars de Montgailhard (1837-1927)
- Jean Marie Augustin Ducasse (1786-1859)
- François Dumas (1861-1948)
- Georges Fouet (1922-1993)
- François Garipuy (1711-1782)
- Félix Garrigou (1835-1920)
- François de Gélis (1852-1936)
- Robert Gellis (1920-2004)
- Nicolas Joly (1812-1885)
- Pierre Juppont
- Jean-Jacques Lefranc de Pompignan (1709-1784)
- Carl von Linné (1707-1778), membre étranger
- Jacques Malinowski (1808-1897)
- Joseph-Gaspard de Maniban
- Charles-Clément Martin de Saint-Amand (1702-1763)
- Henri Milne Edwards (1800-1885)
- Frédéric Mistral (1830-1914)
- Alfred Moquin-Tandon (1804-1863)
- Jean Nougaro (1922-2008)
- Louis Pasteur (1822-1895)
- Eugène Pittard (1867-1962), membre d'honneur
- Jean Rocacher (1928-2008)
- Ernest Roschach (1837-1909)
- Paul Sabatier (1854-1941)
- Édouard Timbal-Lagrave (1819-1888)
- Albert Vandel (1894-1980)

## Présidents
- Urbain Vitry (1802-1863), secrétaire perpétuel
- Adolphe Baudouin (1830-1911)
- Félix Pasquier (1846-1929)
- Lise Enjalbert, professeur honoraire de bactériologie-virologie à l'Université Paul Sabatier (1988-1990)
- Robert Gillis,  directeur honoraire à la Préfecture (1990-1992)
- Paul Rey, professeur émérite à l'Université Paul Sabatier (1992-1996)
- Guy Lazorthes, membre de L'Institut, membre de l'Académie nationale de médecine (1994-1996)
- Michel Despax, président honoraire de l'Université des Sciences sociales de Toulouse (1996-1997),
- Paul Féron, contrôleur général honoraire à la direction de Gaz de France (1997-2000)
- Germain Sicard, professeur à l'Université des Sciences sociales de Toulouse (2000-2002)
- Armand Lattes, professeur émérite à l'Université Paul Sabatier (2002-2004)
- Guy Franco, maître de conférences émérite à l'Université Jean Jaurès (2004-2006)
- Daniel Blanc, professeur émérite à l'Université Paul Sabatier (2006-2008)
- Henri Rème, professeur émérite à l'Université Paul-Sabatier (2008-2010)
- Georges Larrouy, biologiste, professeur émérite à l'Université Paul Sabatier (2010-2012)
- Pierre Lile, médecin, historien de la médecine (2012-2014)
- Alain Boudet, professeur émérite à l'Université Paul Sabatier (2014-2016)
- Olivier Moch, président de Science-Animation et DGA de Météo France (2016-2018)
- Yves Le Pestipon, professeur de Première Supérieure au lycée Fermat (2018,..)

## Publications
Histoire et mémoires de l'Académie royale des sciences, inscriptions et belles-lettres de Toulouse
- [Histoire et ] Mémoires de l'Académie [Royale] des Sciences, Inscriptions et Belles-Lettres de Toulouse sur Gallica :

→ De 1782 à 1839.
→ De 1844 à 1869.
→ De 1870 à 2016.